# Leon Rooke

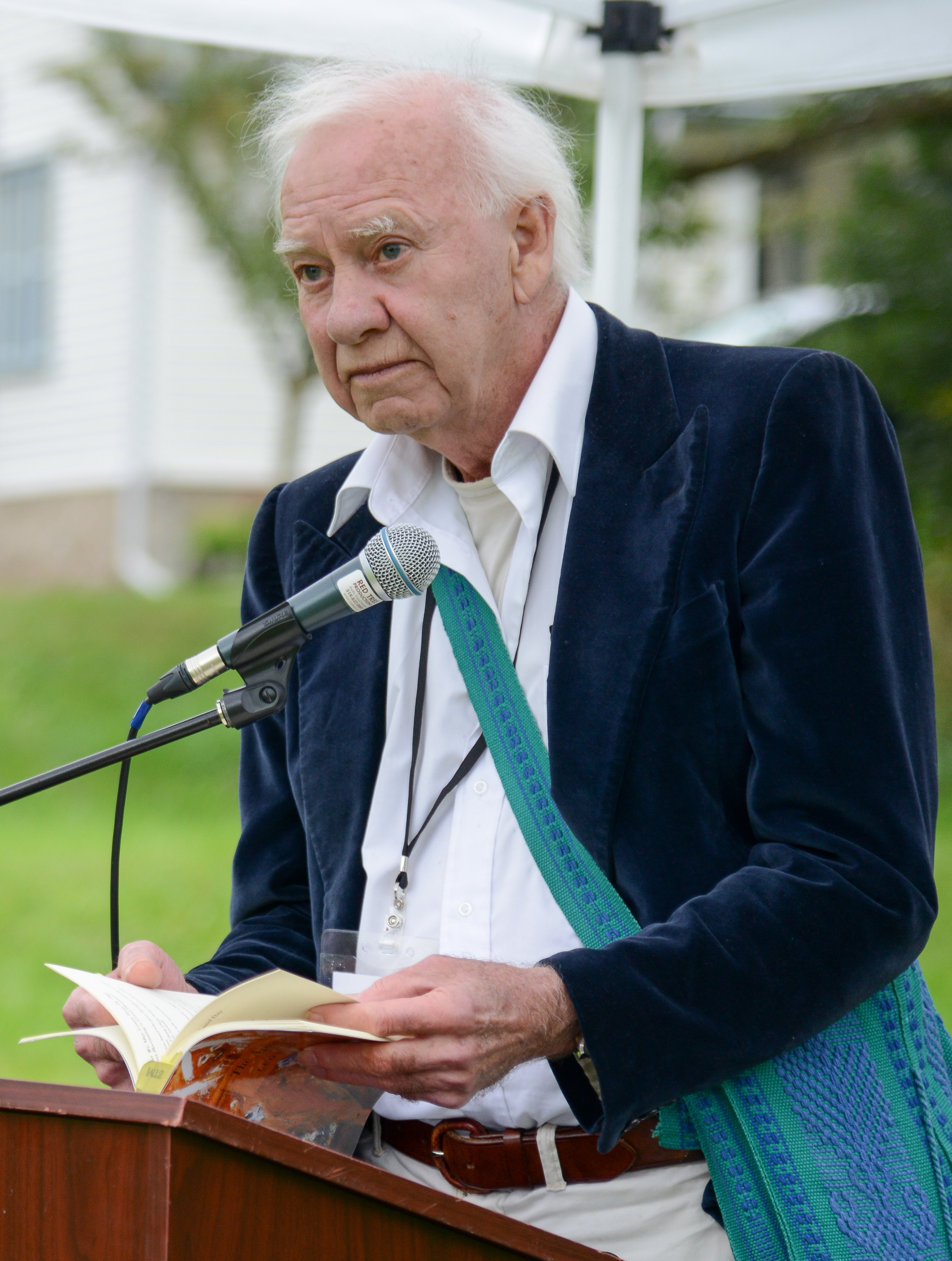
Leon Rooke, 2013

Leon Rooke CM (* 11. September 1934 in Roanoke Rapids, North Carolina, Vereinigte Staaten) ist ein kanadischer Schriftsteller US-amerikanischer Herkunft.

## Leben
In Roanoke Rapids, North Carolina, geboren studierte Leon Rooke an der University of North Carolina von 1955 bis 1962, wobei seine Studienzeit von seinem zweijährigen Militärdienst in Alaska (1958–1960) unterbrochen wurde. Rooke zog 1969 nach Kanada, wo er heute in Toronto lebt. 1983 gewann er mit seinem bis heute bekanntesten Roman, Shakespeare’s Dog, den Governor General’s Award for Fiction.
Leon Rooke war ein Mitbegründer des Eden Mills Writers’ Festivals 1989. 2002 ehrte er The Stone Angel von Margaret Laurence in der damaligen Edition von Canada Reads. 2007 ernannte man ihn zum Member of the Order of Canada.
Seine Werke sind bis heute ins Französische, Spanische, Italienische und Niederländische übersetzt worden – jedoch nicht ins Deutsche.

## Werk
- Last One Home Sleeps in the Yellow Bed. 1968
- Vault. 1973
- Krokodile. 1973
- Sword/Play. 1974
- The Love Parlour. 1977
- The Broad Back of the Angel. 1977
- Cry Evil. 1980
- Fat Woman. 1980 (nominiert für den Governor General’s Award und den Books in Canada First Novel Award)
- Death Suite. 1981
- The Magician in Love. 1981
- The Birth Control King of the Upper Volta. 1982
- Shakespeare's Dog. 1983 (Gewinner des 1983 Governor General’s Award for Fiction)
- A Bolt of White Cloth. 1984
- Sing Me No Love Songs, I'll Say You No Prayers. 1984
- A Good Baby. 1989
- Daddy Stump. 1991
- How I Saved the Province. 1989
- The Happiness of Others. 1991
- Who Do You Love. 1992
- The Boy from Moogradi and the Woman with the Map to Kolooltopec. 1993
- Muffins. 1995
- Narcissus in the Mirror. 1995
- Oh, No, I Have Not Seen Molly. 1996
- Art. Three Fictions in Prose. 1997
- Oh! Twenty-Seven Stories. 1997
- Who Goes There. 1998
- The Fall of Gravity. 2000
- Painting the Dog. 2001
- Balduchi's Who's Who. 2005
- Hot Poppies. 2005
- The Beautiful Wife. 2005
- Hitting the Charts: Selected Stories. 2006
- The Last Shot: Selected Stories. 2009

## Auszeichnungen
- 1983: Governor General’s Award for Fiction für Shakespeare's Dog